# (26671) Williamlopes
(26671) Williamlopes ist ein Hauptgürtelasteroid.
Er wurde am 19. Februar 2001 von der LINEAR in Socorro entdeckt.
Der Asteroid ist nach William Lopes (* 1989) benannt, dem Zweitplatzierten eines Wettbewerbs der Intel International Science and Engineering Fair 2010.